# Zbąszyń
Zbąszyń este un oraș în partea de vest a voievodatului Polonia Mare din Polonia.